# Биркин, Джейн
Джейн Мэ́ллори Би́ркин (англ. Jane Mallory Birkin; 14 декабря 1946[…], Лондон, Великобритания — 16 июля 2023[…], VI округ Парижа, Париж[…]) — англо-французская актриса, певица. Достигла международной известности и славы благодаря своему десятилетнему музыкальному и романтическому партнёрству с Сержем Генсбуром, и сделала плодотворную актерскую карьеру в кино обеих стран.
Дебютировала актерски: снявшись в том числе во второстепенных ролях в фильмах Микеланджело Антониони «Фотоувеличение» (1966) и «Калейдоскоп» (1966). В 1968 году познакомилась с С. Генсбуром, работая с ним в одной роли в фильме «Слоган», что стало началом их многолетних отношений. Дуэт выпустил ее первый альбом Jane Birkin/Serge Gainsbourg (1969), к тому же Биркин снялась в скандальном фильме Генсбура «Я тебя люблю… Я тебя тоже нет» (1976). В дальнейшем она снималась в экранизациях Агаты Кристи «Смерть на Ниле» (1978) и «Зло под солнцем» (1982).
После расставания с Генсбуром в 1980 году продолжала карьеру, снимаясь в различных независимых фильмах и записывая многочисленные сольные альбомы. В 1991 году появилась в мини-сериале «Красный лис», а в 1998 году — в американском драматическом фильме «Дочь солдата никогда не плачет». В 2016 году — в номинированном на «Оскар» короткометражном фильме La femme et le TGV, обозначив это как свою последнюю роль в кино.
С  конца 1960-х годов жила в основном во Франции и получила там гражданство. Ко всему прочему, она дала своё имя дамской сумке Hermès Birkin.

## Биография

### Ранняя жизнь
Джейн Мэллори Биркин родилась 14 декабря 1946 года в Марилебоне, Лондон. Её мать Джуди Кэмпбелл была английской актрисой, известной своими работами в театре. Её отец Дэвид Биркин был лейтенантом-коммандером Королевского военно-морского флота Великобритании и шпионом во время Второй мировой войны. Её брат — сценарист и режиссёр Эндрю Биркин. Двоюродная сестра театрального и оперного деятеля Софи Хантер. Биркин выросла в Челси и характеризовала себя как «стеснительную англичанку».
Обучалась в Upper Chine School на острове Уайт. В возрасте семнадцати лет познакомилась с композитором Джоном Барри, за которого в 1965 году вышла замуж и от которого в 1967 году у неё родилась дочь Кейт. После развода пары в 1968 году Биркин вернулась в родительский дом в Лондоне и стала посещать кастинги на кино- и телевизионные роли в Англии и Лос-Анджелесе (Калифорния).

### Начало карьеры
Впервые появилась на сцене свингующего Лондона 1960-х, снявшись в неуказанной роли в фильме «Сноровка... и как её приобрести» (1965). В дальнейшем получила более значимые роли в фильмах периода контркультуры 1960-х — «Фотоувеличение» и «Калейдоскоп» (оба 1966 года), а также в психоделическом фильме «Чудо-стена» (1968), сыграв объект наблюдения соседа-вуайериста. В том же году во Франции она прошла отбор на главную женскую роль в фильме «Слоган» (1969). Несмотря на то, что Джейн не говорила по-французски, она всё же получила роль, снялась вместе с Сержем Генсбуром и спела вместе с ним главную тему фильма — песню «La Chanson de Slogan». Это была первая из большого числа их совместных работ. После съёмок «Слогана» Биркин навсегда переехала во Францию.

### Сотрудничество с Сержем Генсбуром
В 1969 году Джейн в дуэте с Генсбуром выпустила сингл «Je t'aime... moi non plus» («I love you … me neither»), которую первоначально Генсбур написал для Брижит Бардо. Из-за отчётливого сексуального подтекста песня вызвала скандал и была запрещена на радиостанциях Италии, Испании и Великобритании.
«Je t’aime» сумела попасть в чарты Великобритании 4 октября 1969 года и спустя неделю 11 октября песня находилась в двух разных чартах, притом что это была одна и та же песня, одни и те же исполнители и одна и та же записанная версия. Разница заключалась лишь в том, что она вышла на разных звукозаписывающих лейблах. Первоначально песня была выпущена на лейбле Fontana, но из-за неоднозначной реакции Fontana отозвала запись, которая затем была перевыпущена на лейбле Major Minor. Поскольку сингл Fontana оставался в магазинах вместе с выпуском от Major Minor, версия Major Minor 4 октября 1969 года достигла 3 места, а сингл Fontana занял 16 позицию. В то время это был самый высокий уровень продаж для синглов, записанных целиком на иностранном языке. В 1971 году Биркин появилась в альбоме Генсбура Histoire de Melody Nelson в образе главной героини обложки и песни — Лолиты. Размышляя о том, каково быть музой и партнёром Генсбура, Биркин дала такой комментарий: «[Очень] лестно иметь [в своём репертуаре] самые, возможно, красивые песни на французском языке, написанные для тебя одной. <…> Но сколько у меня этого таланта было в действительности? Возможно, не так уж и много».
В 1971—1972 годах Джейн сделала перерыв в актёрской карьере, но вскоре вернулась, чтобы сыграть роль любовницы Брижит Бардо в фильме «Если бы Дон Жуан был женщиной» (1973). В том же году появилась во второстепенной роли в фильме ужасов «Тёмные места» вместе с Кристофером Ли и Джоан Коллинз. В 1975 году появилась в первом фильме Генсбура «Я тебя люблю… Я тебя тоже нет», который наделал много шума откровенным исследованием сексуальных проблем и был запрещён в Великобритании Британским советом по классификации фильмов. За участие в фильме Биркин была номинирована на премию «Сезар» в номинации «Лучшая актриса».

### Поздняя деятельность и записи

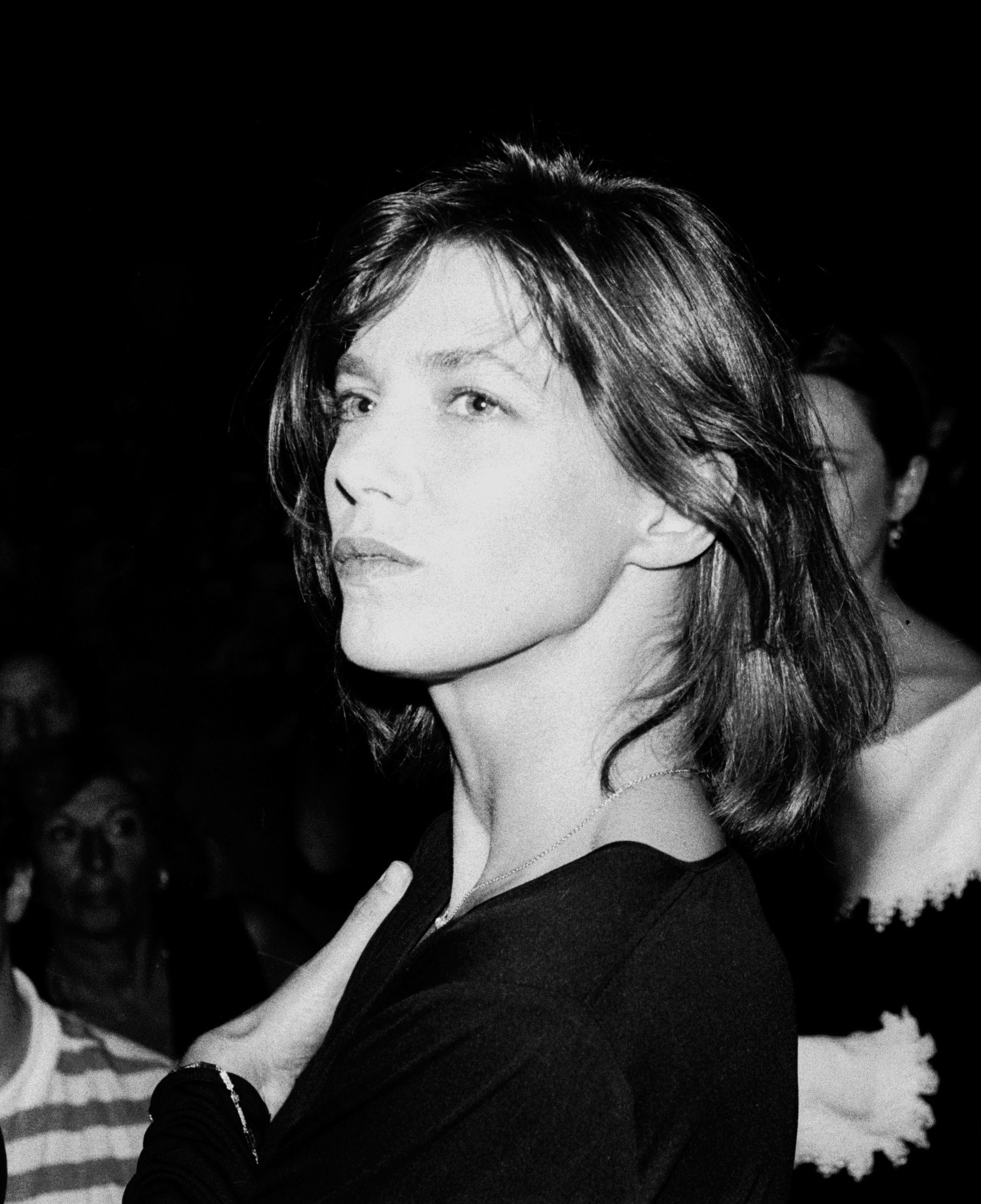
Биркин в 1985 году

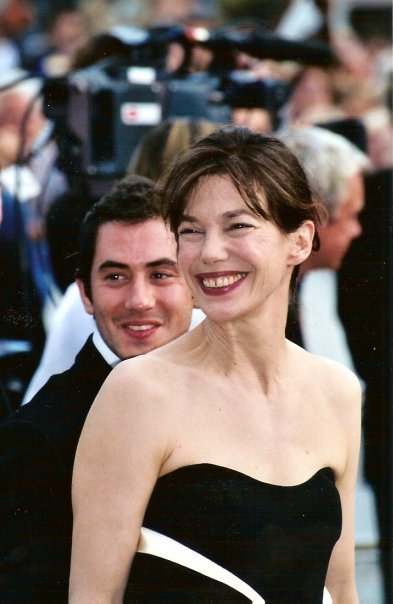
Биркин на Каннском кинофестивале 2001 года

В 1978 год Биркин была моделью джинсов Lee Cooper. Снялась в фильмах по мотивам романов Агаты Кристи «Смерть на Ниле» (1978) и «Зло под солнцем» (1982), а также выпустила ряд альбомов, включая Baby Alone in Babylone, Amours des Feintes, Lolita Go Home и Rendez-vous. В 1982 году выиграла премию Виктуар де ля мюзик в номинации «Артист года». Снялась в двух фильмах Жака Дуайона — в роли Анны в «Блудной девушке» (1981) и Альмы в «Пиратке» (1984, был номирован на кинопремию «Сезар»). Благодаря этой работе Биркин получила от Патриса Шеро приглашение выступить в театральной постановке по пьесе Мариво «Мнимая служанка» в Нантере. В 1980 году работала с режиссёром Гербертом Васели в фильме «Эгон Шиле – Скандал», снявшись в роли любовницы австрийского художника Эгона Шиле, сыгранного Матьё Каррерром. Жак Риветт сотрудничал с ней в фильмах «Поверженный ангел, или Любовь на траве» (1984) и Очаровательная проказница (1991, кинопремия «Сезар», номинация «Лучшая актриса второго плана»). В 1985 году вместе с Джоном Гилгудом снялась в фильме «Пусть всё будет честно».
Снималась в фильмах производства Merchant Ivory «Дочь солдата никогда не плачет» (1998) (где прозвучала её песня «Di Doo Dah») и «Спасибо, доктор Рэй» (2002). В конце титров фильма «Развод» (2003) прозвучала песня в исполнении Биркин «L’Anamour», сочинённая Генсбуром. В 2006 году во Франции исполнила главную роль в опере «Электра» режиссёра Филиппа Кальварио.
Записала песню «Beauty» в альбом французского продюсера Эктора Зазу Strong Currents (2003). На обложке альбома Badly Drawn Boy Have You Fed the Fish? (2002) появился образ певицы, для этого же альбома был записан бэк-вокал её дочери Шарлотты Генсбур. В 2006 году она записала и выпустила альбом Fictions, а в 2010 году записала дуэт с бразильским певцом Серхио Диасом, вошедший в We Are the Lilies (совместный альбом Диаса и французской группы Tahiti Boy and the Palmtree Family). В том же альбоме отметился Игги Поп и другие исполнители.

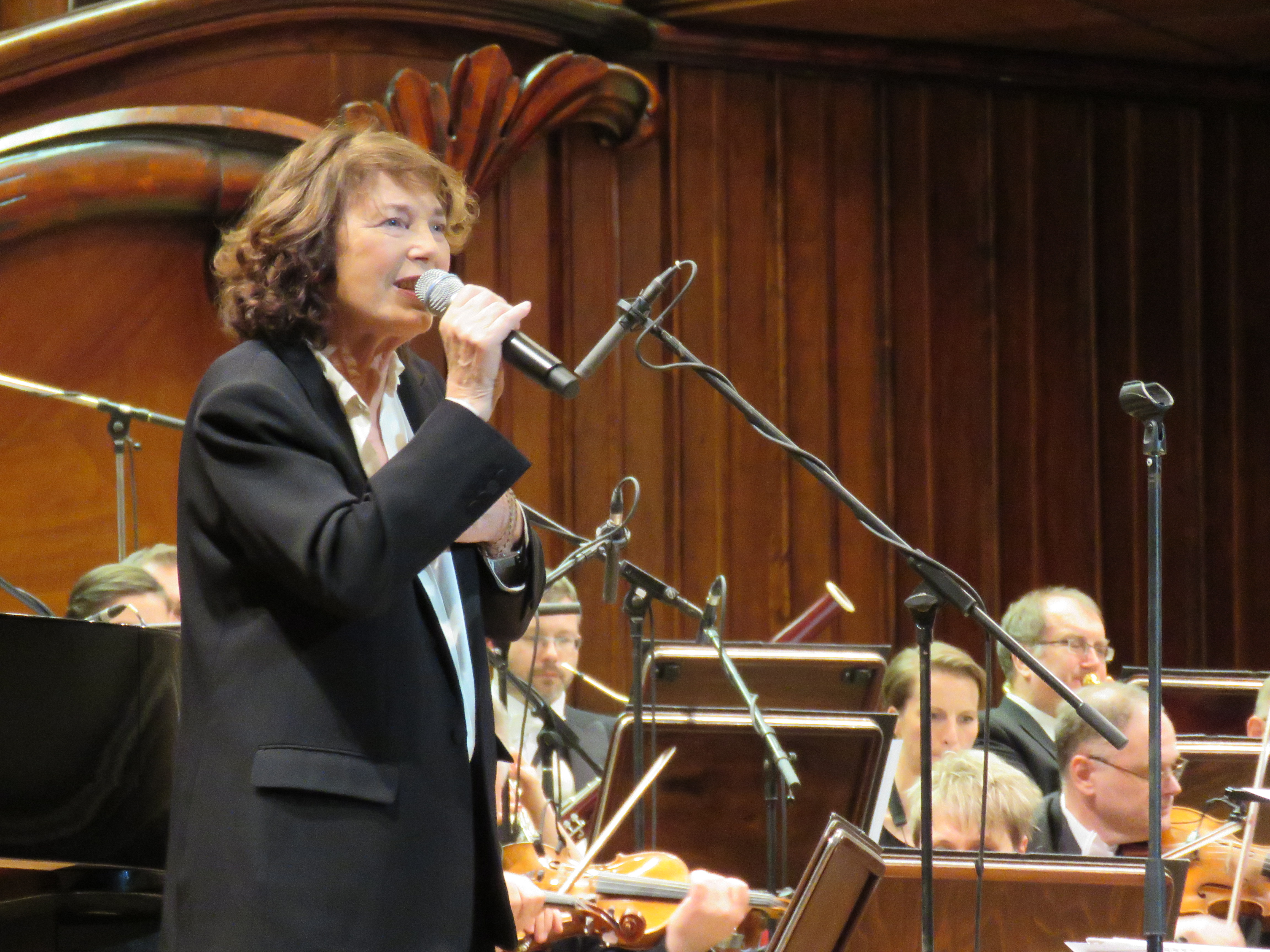
Биркин во время выступления в 2017 году

В 2016 году Биркин приняла участие в проходящей тогда рекламной кампании [Music Project] дома моды Yves Saint Laurent, снятой фотографом Эди Слиманом, где также появились другие женщины-музыканты, такие как Марианна Фейтфулл, Кортни Лав и Джони Митчелл. В том же году сыграла главную роль в короткометражке швейцарского режиссёра Тимо вон Гунтена «Женщина и поезд». Фильм был номинирован на премию «Оскар» за лучший игровой короткометражный фильм. В 2017 году Биркин в интервью заявила, что «Женщина и поезд» был последним в её актёрской карьере и что она более не планирует возвращаться к актёрству.
24 марта 2017 года Биркин выпустила альбом Birkin/Gainsbourg: Le Symphonique — сборник песен, которые Генсбур написал для неё во время (и после) их отношений, полностью переработанных с использованием оркестровых аранжировок. В сентябре того же года в поддержку альбома она выступила в Брюсселе.

## Личная жизнь
16 октября 1965 году Биркин вышла замуж за британского композитора и дирижёра Джона Барри на частной церемонии в Chelsea Register Office. Они познакомились в 1964 году, когда Барри пригласил Биркин на роль в мюзикле Passion Flower Hotel. Их дочерью стала фотограф Кейт Барри (1967—2013). Брак распался в 1968 году.
У Биркин были романтические и творческие отношения с французским музыкантом Сержем Генсбуром, с которым она познакомилась на съемках фильма «Слоган» в 1968 году. Они были вместе 12 лет, но так и не поженились, несмотря на слухи и ложные сведения об обратном.
В конце концов она стала гражданкой Франции.

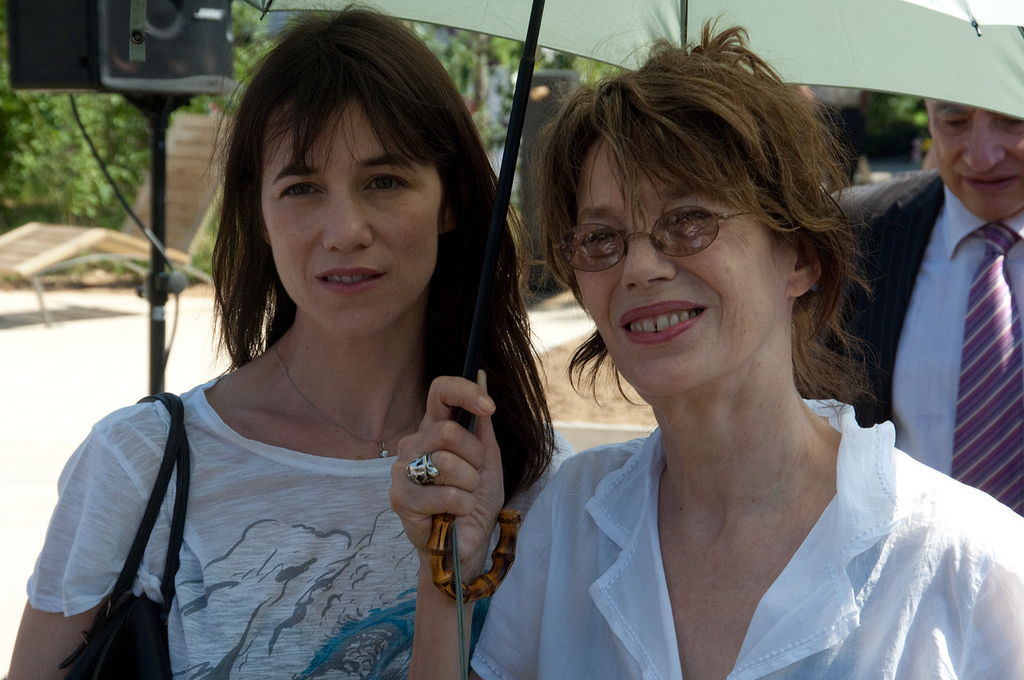
Биркин со своей второй дочерью Шарлоттой Генсбур в 2010 году

В 1971 году у Биркин и Генсбура родилась дочь, актриса и певица Шарлотта Генсбур. Они расстались в 1980 году из-за алкоголизма и жестокости Генсбура. Она описывала его как «очень трудного человека для жизни», и говорила, что во время сессий звукозаписи он кричал на неё и бил линейкой, если она не могла спеть партию. Позже она приписала себе заслугу в том, что помогла ему выработать свой стиль, сказав: «Это все из-за меня, он много слушал меня».
4 сентября 1982 года она родила третью дочь, Лу Дуайон, от отношений с режиссёром Жаком Дуайоном . Она говорила: «Встреча с Жаком стала настоящим поворотным пунктом в моей карьере. В личной жизни, после того как я рассталась с Сержем, мы с Жаком прожили вместе тринадцать лет, и у нас родилась Лу» В 1990-х годов они расстались. В 2007 году газета The Observer сообщила, что Дуайон «не смог справиться с её горем по Генсбуру» (который умер в 1991 году), и что после их расставания она жила одна. Биркин говорила, что Дуайон потерял интерес к её участию в его фильмах, и ей было «больно за Жака, который постоянно уходил со всеми этими молодыми девушками, снимавшимися во всех этих фильмах». Позже у Биркин были отношения с французским писателем Оливье Роленом.
В 2002 году у неё была диагностирована лейкемия, и она прошла курс лечения. Биркин часто проводила время с внуками. Её дочь, Кейт Барри, умерла в декабре 2013 года после падения с четвёртого этажа парижской квартиры.
С конца 1960-х годов Биркин в основном жила в Париже. Её называли «обитательницей квартала Сен-Жермен-де-Пре на Левом берегу». В 2020 году, вспоминая Париж 1970-х, она сказала: «Это было время большой невинности, и я не думаю, что социальные проблемы были такими, как сегодня».
6 сентября 2021 года стало известно, что Биркин чувствует себя хорошо после перенесённого инсульта.

### Смерть

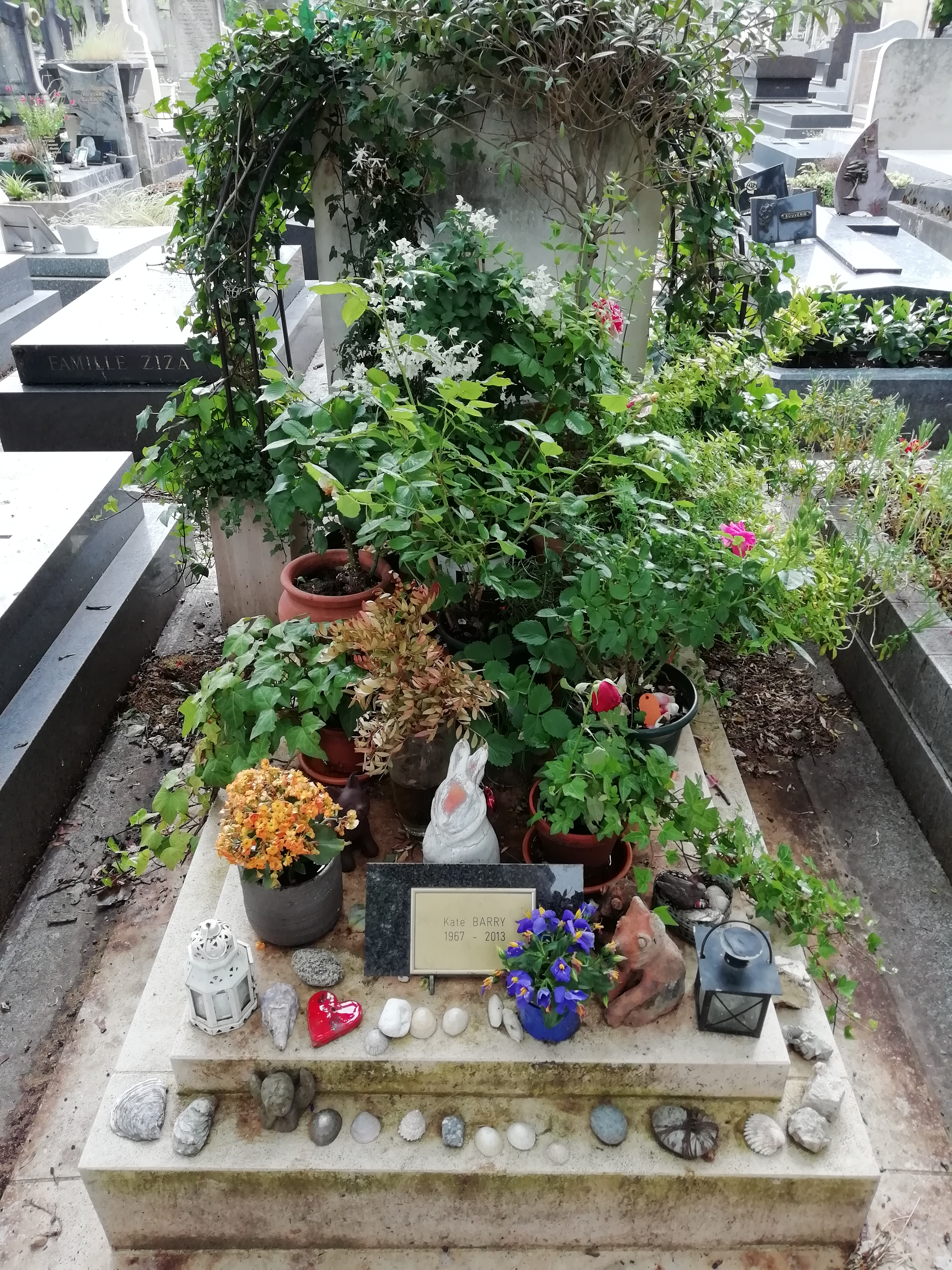
Могила Кейт Барри и Джейн Биркин на Кладбище Монпарнас в Париже

16 июля 2023 года Биркин была найдена мертвой у себя дома в Париже. Ей было 76 лет. Причина смерти не называлась. Премьера документального фильма «Джейн глазами Шарлотты» об отношениях Биркин и её дочери Шарлотты, состоявшаяся 8 июля 2021 года, стала одним из последних её публичных появлений. Отпевание состоялось в церкви Святого Роха в 1-м округе Парижа утром 24 июля. После отпевания её останки были кремированы в крематории кладбища Пер-Лашез, а затем её прах был захоронен на кладбище Монпарнас, в могиле её дочери Кейт Барри и на том же кладбище, где похоронен её партнер на протяжении 12 лет — Серж Генсбур.
Многие поклонники собрались, чтобы посмотреть церемонию на большом экране у церкви. Среди присутствующих были первая леди Франции Брижит Макрон и министр культуры Рима Абдул Малак, Катрин Денёв с дочерью Кьярой Мастроянни, Ванесса Паради, Майвенн, Сандрин Киберлен, Кароль Буке, Шарлотта Рэмплинг и Энтони Ваккарелло.

### Филантропия
В гуманитарных интересах Биркин сотрудничала с Amnesty International по вопросам благосостояния иммигрантов и эпидемии СПИДа. Она посетила Боснию, Руанду, Израиль и Палестину.

### Политические взгляды и активизм
В детстве Биркин выступала на улицах Лондона против смертной казни. В 1970-х годах она выступала за право на аборт и участвовала в судебном процессе над Бобиньи в поддержку четырёх женщин, обвиняемых в том, что они помогли школьнице Мари-Клер Шевалье сделать аборт после изнасилования.
Биркин проводила кампанию против ультраправых во Франции, участвуя в акции протеста, осуждающей квалификацию Жана-Мари Ле Пена во втором туре президентских выборов 2002 года. В 2017 году она выступила на бесплатном концерте на площади Республики, организованном в знак протеста против Марин Ле Пен на президентских выборах 2017 года.
Биркин также демонстрировала поддержку иммигрантов, осудив в 2010 году политику французского правительства в отношении нелегальных мигрантов. В том же году она провела акцию протеста у резиденции министра иммиграции Эрика Бессона. Она также объявила, что спонсирует молодого конголезца, попросившего политического убежища. В 2015 году она провела в Париже марш в поддержку беженцев .
В сентябре 2018 года, после отставки министра экологии Франции Николя Юло, Биркин стала одной из 200 деятелей искусства и науки, подписавших открытое письмо, опубликованное на первой полосе ежедневной газеты «Le Monde» под названием «Величайший вызов в истории человечества», в котором она призвала политиков действовать «решительно и немедленно» в борьбе с изменением климата и «крахом биоразнообразия».
В конце 2022 года Биркин, наряду с другими француженками, обрезала волосы в поддержку иранских женщин и девушек, погибших во время протестов по поводу смерти Махсы Амини после её ареста иранской полицией нравов.

## Награды и почести
В 1985 году Биркин получила приз «За лучшую женскую роль» на Орлеанском кинофестивале за фильм «Оставь всё как есть». Жюри Венецианского кинофестиваля того же года признало игру Биркин в фильме «Пыль» одной из лучших в этом году, но решило не присуждать приз за лучшую женскую роль, поскольку все актрисы, которые, по их мнению, показали лучшие результаты, играли в фильмах, получивших крупные награды. Фильм «Пыль» получил приз «Серебряный лев».

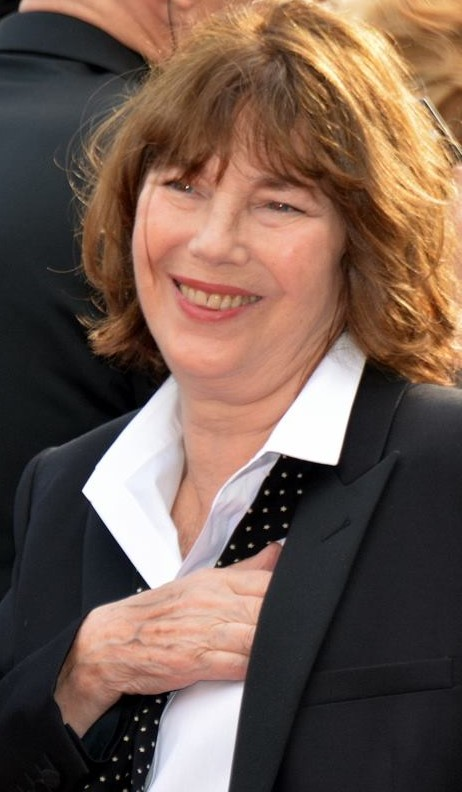
Биркин на Каннском кинофестивале 2016.

В дипломатическом и заграничном списке почетных званий на День рождения 2001 года Биркин была назначена офицером Ордена Британской империи «за заслуги в области актёрского мастерства и британско-французских культурных отношений». Орден она получила от принца Уэльского в апреле 2002 года. В 2022 году она была повышена до высшего звания в ордене — Коммандор.
В 2013 году она и её дочь Лу Дуайон были причислены к Ордену искусств и литературы в качестве кавалеров. В 2004 и 2015 годах она также была награждена Национальным орденом Франции за заслуги .
В 2018 году Биркин получила орден Восходящего солнца за её усилия по развитию культурных обменов между Японией и Францией.

## В популярной культуре

### Корзина «Биркин»
Биркин носила соломенную корзину, сплетённую вручную в Каштру-Марин, Алгарви, Португалия, везде, от рынка до ночных клубов и официальных мероприятий, пока Жак  Дуайон на своём автомобиле намеренно не переехал корзину.

### Сумка «Биркин»

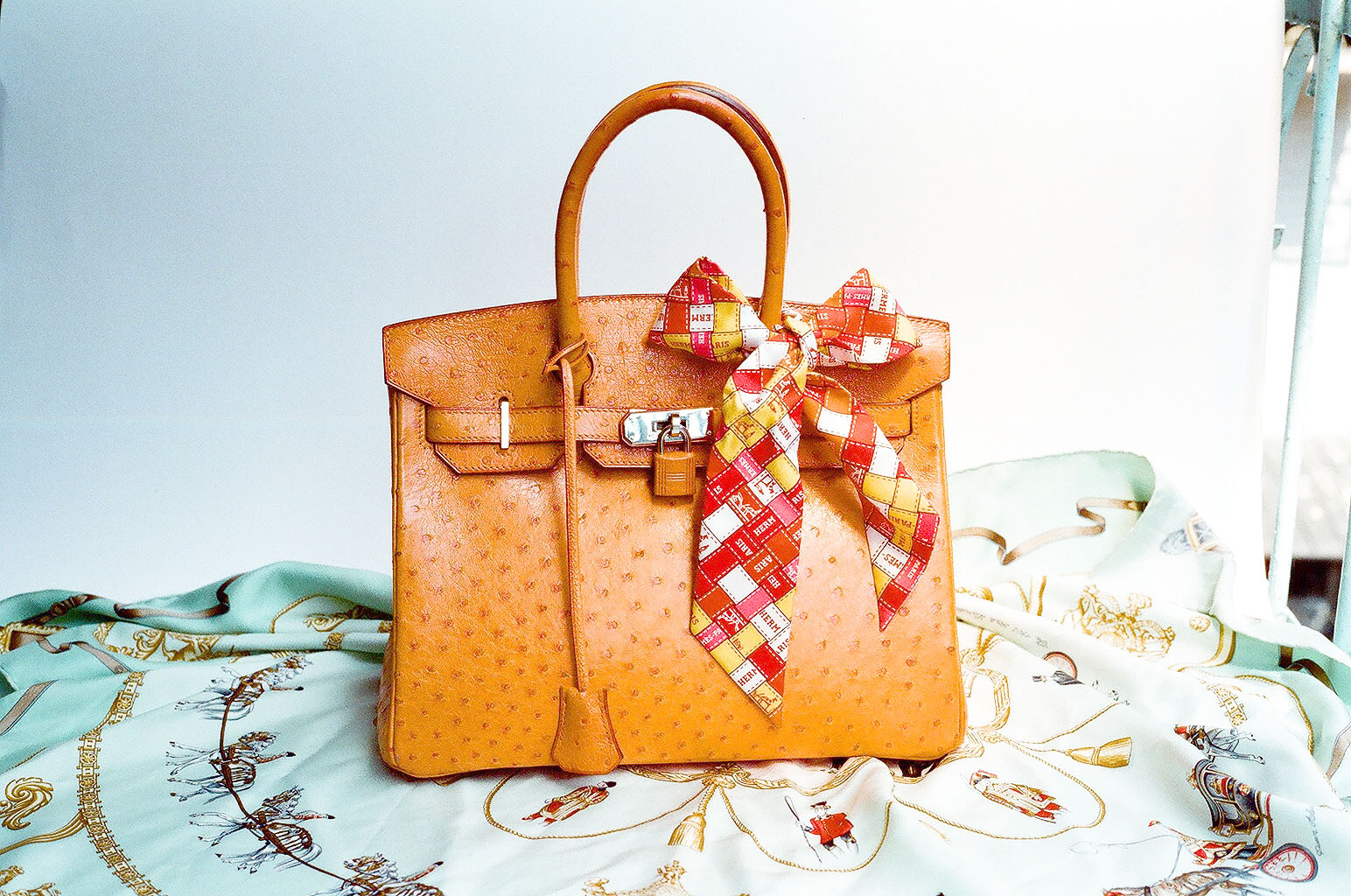
Сумка Биркин

В 1983 году генеральный директор дома моды Hermès Жан-Луи Дюма сидел рядом с Биркин в самолёте, совершавшем рейс из Парижа в Лондон. Биркин только что положила свою соломенную сумку в верхний отсек своего кресла, но её содержимое упало на пол, и ей пришлось вскарабкаться, чтобы собрать содержимое. Биркин объяснила Дюма, что ей было трудно найти кожаную сумку выходного дня, которая бы ей нравилась. В 1984 году он создал для неё чёрную сумку из эластичной кожи — «Биркин», основанную на дизайне 1982 года. 
Поначалу она пользовалась этой сумкой, но позже передумала, потому что носила в ней слишком много вещей: «Что толку иметь вторую?» — сказала она со смехом. «Нужна только одна, и та ломит руку; они чертовски тяжёлые. Мне предстоит операция по поводу тендинита плеча». Тем не менее Биркин пользовалась этой сумкой некоторое время. С годами сумка «Биркин» стала символом стиля, её цена варьируется от 10 000 до 500 000 долларов США.
В 2015 году Биркин написала открытое письмо в Hermès с просьбой убрать её имя с сумки, заявив, что она хочет, чтобы компания «убрала её имя с модели Birkin Croco до тех пор, пока не будут внедрены лучшие методы, соответствующие международным нормам», ссылаясь на жестокие методы, используемые для получения кожи для сумок. Вскоре после этого Hermès объявила, что удовлетворила Биркин новыми заверениями по этому поводу.

## Избранная фильмография

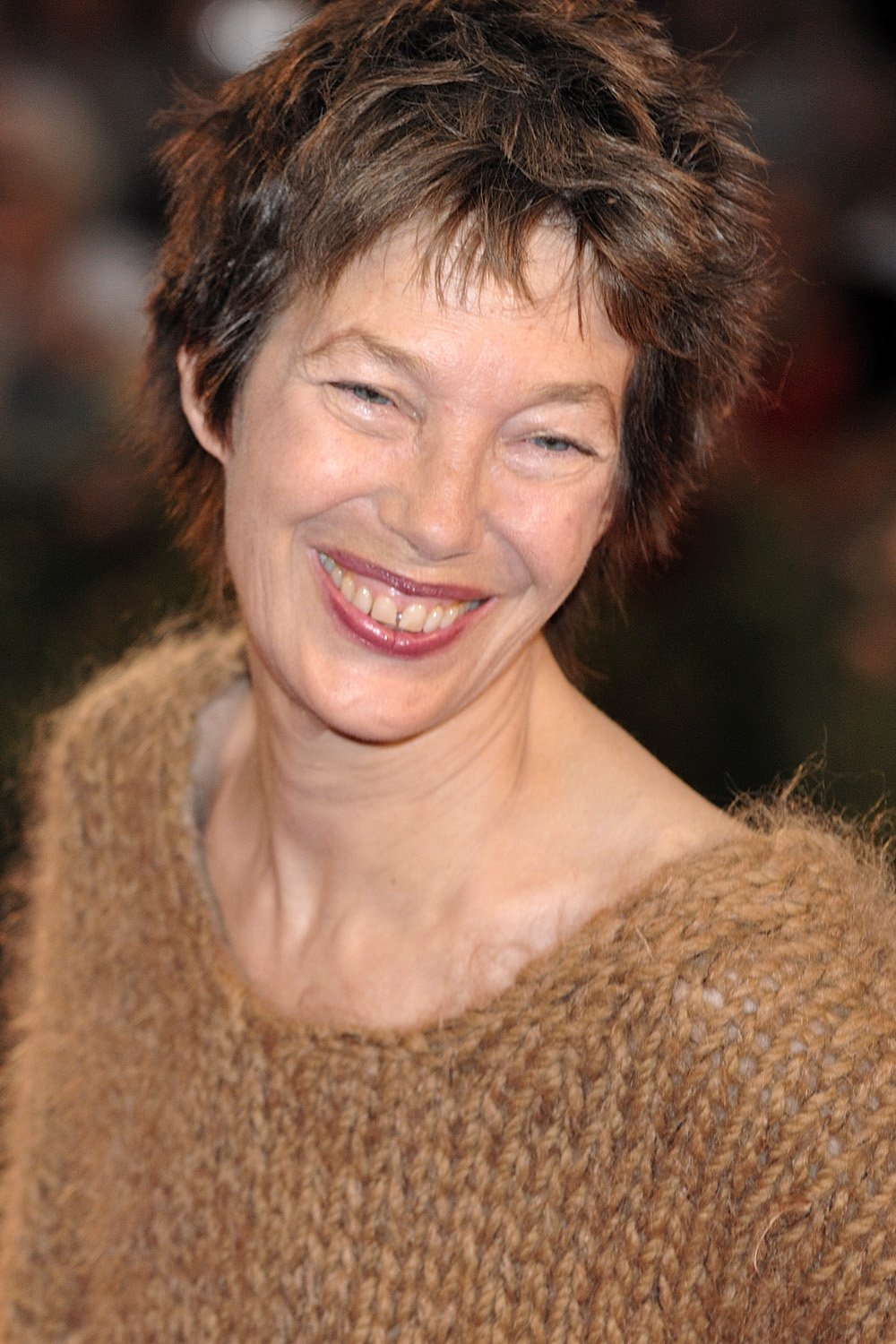
Джейн Биркин на 66-м Венецианском кинофестивале. 2009

- 1966 — Фотоувеличение / Blow-up — Блондинка
- 1969 — Бассейн / La Piscine — Пенелопа, дочь Гарри
- 1969 — Слоган / Slogan
- 1970 — Марихуана — Джейн Свенсон
- 1971 — «19 девушек и один моряк»
- 1973 — «Дон Жуан-73» / Don Juan ou Si Don Juan était une femme…  — Клара Прэво
- 1973 — «Тёмные места» / Dark.Places  — Альта
- 1974 — Он начинает сердиться (Горчица бьёт в нос) — Джеки Логан
- 1974 — Как преуспеть в делах, когда ты дурак и плакса / Comment réussir quand on est con et pleurnichard
- 1974 — Обезумевший баран / Le Mouton Enrage — Мари-Поль
- 1975 — Не упускай из виду / La Course à l'échalote — Жанетт
- 1975 — Серьёзно как Удовольствие / Серьёзно, как наслаждение / Serieux Comme le Plaisir
- 1976 — Я тебя люблю… Я тебя тоже нет — Джонни
- 1976 — Дьявол в сердце / Le diable au coeur — Линда
- 1977 — Чудовище — Кинозвезда
- 1978 — Смерть на Ниле / Death On The Nile — Луиза Бурже
- 1979 — Меланхоличная малышка /Melancoly Baby — Ольга
- 1980 — Эгон Шиле — Эксцесс и наказание / Egon Schiele - Exzesse und Bestrafung — возлюбленная Валли
- 1981 — Зло под солнцем — Кристина Редферн
- 1983 — Друг Венсана / L’Ami de Vincent
- 1984 — Пиратка / La pirate
- 1986 — Женщина моей мечты / La femme de ma vie
- 1988 — Джейн Б. глазами Аньес В. / Jane B. par Agnès V. — Жанна д’Арк
- 1990 — Эти глупости — Каролина
- 1991 — Очаровательная проказница — Лиз, жена художника Эдуарда Френховена
- 1997 — Известные старые песни / On connaît la chanson
- 1998 — Дочь солдата никогда не плачет / A Soldier’s Daughter Never Cries
- 1999 — Последний сентябрь / The last september — Фрэнси Монморанси
- 2001 — Это моё тело / Ceci est mon corps
- 2003 — Знакомьтесь, Ваша вдова / Mariées mais pas trop — Рене
- 2007 — Boxes (Les Boîtes)
- 2009 — 36 видов с пика Сен-Лу / 36 vues du Pic Saint Loup
- 2010 — Телма, Луиза и Шанталь / Thelma, Louise et Chantal
- 2012 — Рождённый дважды / Venuto al mondo — психотерапевт по усыновлению
- 2013 — Набережная Орсе / Quai d’Orsay — Молли Хатчинсон

## Дискография
Студийные альбомы
- Je t’aime… moi non plus (1969, с Сержем Генсбуром)[89]
- Di doo dah (1973)[90]
- Lolita go home (1975)[91]
- Ex fan des sixties (1978)[92]
- Baby alone in Babylone (1983)[93]
- Lost Song (1987)[94]
- Amours des feintes[англ.] (1990)[95]
- Versions Jane (1996)[95]
- À la légère (1999)[96]
- Rendez-Vous (2004)[96]
- Fictions (2006)[96]
- Enfants d’Hiver (2008)[96]
- Birkin/Gainsbourg: Symphonique (2017)[96]
- Oh ! Pardon Tu Dormais… (2020)[96]

Концертные альбомы
- Jane Birkin au Bataclan (1987)[97]
- Integral au Casino de Paris (1992)[98]
- Integral a l’Olympia (1996)[99]
- Arabesque (2002)[100]
- Au palace (live) (2009)[101]
- Jane Birkin Sings Serge Gainsbourg via Japan (2012)[102]

### на английском языке
- Jane Birkin (2021). Munkey Diaries: The extraordinary early years of an international icon. Weidenfeld & Nicolson, 320 pages. ISBN 978-1-4746-1771-0

### на французском языке
- Jane Birkin, Gabrielle Crawford et Olivier Rolin. Attachments (Art et spectacle). MARTINIERE BL, 2014, 160 pages. ISBN 978-2-7324-6173-1
- Jane Birkin. Post-Scriptum: Journal 1982—2013. LGF, 2021, 600 pages. ISBN 978-2-2531-0145-1

### на английском языке
- Véronique Mortaigne (2019). Je t’aime: The legendary love story of Jane Birkin and Serge Gainsbourg. Icon Books, 256 pages. ISBN 978-1-7857-8484-2

### на немецком языке
- Gabrielle Crawford: Jane Birkin, Planegg: Hannibal Verlag, 2005, 189 Seiten, ISBN 978-3-8544-5260-7

### на французском языке
- Andrew Birkin. Serge Gainsbourg et Jane Birkin: L'album de famille intime. ALBIN MICHEL, 2022, 224 pages. ISBN 978-2-2264-7105-5
- Tony Frank. Serge Gainsbourg. SEUIL, 2009, 168 pages. ISBN 978-2-0209-9346-3

### на японском языке
- 山口路子. ジェーン・バーキンの言葉. 大和書房 (2018), 208ページ. ISBN 978-4-4793-0694-8
- ジェーン・バーキン. メディア・パル (2011), 127ページ. ISBN 978-4-8961-0204-8